# Бидериц
Бидериц (њем. Biederitz) општина је у њемачкој савезној држави Саксонија-Анхалт. Једно је од 8 општинских средишта округа Јериховер Ланд. Према процјени из 2010. у општини је живјело 8.445 становника. Посједује регионалну шифру (AGS) 15086005.

## Географски и демографски подаци
Бидериц се налази у савезној држави Саксонија-Анхалт у округу Јериховер Ланд. Општина се налази на надморској висини од 45 метара. Површина општине износи 39,3 km².

## Становништво
У самом мјесту је, према процјени из 2010. године, живјело 8.445 становника. Просјечна густина становништва износи 215 становника/km².